# Hundekøbing
Hundekøbing (org. titel: Dog City) er en amerikansk tegne-og dukkefilm, skabt af Jim Henson der også står bag The Muppet Show. Serien blev vist på TvDanmark i 1997. 

## Danske stemmer
- Peter Aude – Ace Hart – Steven – Borgmesteren
- Vibeke Hastrup – Eddie
- Lars Thiesgaard – Igil Shag – Bugsi Vile – Buller – Bruno – Baron Von Rottweiler
- Ann Hjort – Rose MacBlomst – Arne Springer
- Donald Andersen – Skrue Louie – Rollo – Yves – Willy
- Michelle Bjørn-Andersen – Colleen – Terry Springer – Fru Bluffe – Kitty – Dot
- Timm Mehrens – Andre stemmer